# Semifinalele Copa Libertadores

## Semifinale

### După Club
În 1966, 1967, 1971 și până în 1987 inclusiv, semifinalele s-au jucat sub forma a două grupe, fiecare grupă având 3 ori 4 echipe.

| Club Sportiv            | Apariții | Sezoane |
| ----------------------- | -------- | --- |
| Peñarol                 | 20 1     | 1960, 1961, 1962, 1963, 1965, 1966, 1967, 1968, 1969, 1970, 1972, 1974, 1976, 1979, 1981, 1982, 1983, 1985, 1987, 2011 |
| Nacional                | 13       | 1962, 1964, 1966, 1967, 1969, 1971, 1972, 1980, 1981, 1983, 1984, 1988, 2009                                           |
| Danubio                 | 1        | 1989 |
| Defensor Sporting       | 1        | 2014 |
| Club Olimpia            | 12       | 1960, 1961, 1979, 1980, 1982, 1986, 1989, 1990, 1991, 1994, 2002, 2013                                                 |
| Cerro Porteño           | 6        | 1973, 1978, 1993, 1998, 1999, 2011                                                                                     |
| Libertad                | 2        | 1977, 2006 |
| Club Guaraní            | 2        | 1966, 2015 |
| Club Nacional           | 1        | 2014 |
| River Plate             | 20 1     | 1966, 1967, 1970, 1976, 1978, 1982, 1986, 1987, 1990, 1995, 1996, 1998, 1999, 2004, 2005, 2015, 2017, 2018, 2019, 2020 |
| Boca Juniors            | 19 2     | 1963, 1965, 1966, 1977, 1978, 1979, 1991, 2000, 2001, 2003, 2004, 2007, 2008, 2012, 2016, 2018, 2019, 2020, 2023       |
| Independiente           | 12       | 1964, 1965, 1966, 1972, 1973, 1974, 1975, 1976, 1979, 1984, 1985, 1987                                                 |
| Estudiantes             | 6        | 1968, 1969, 1970, 1971, 1983, 2009                                                                                     |
| San Lorenzo             | 4        | 1960, 1973, 1988, 2014                                                                                                 |
| Vélez Sársfield         | 4        | 1980, 1994, 2011, 2022                                                                                                 |
| Racing Club             | 3        | 1967, 1968, 1997 |
| Newell's Old Boys       | 2        | 1988, 1992, 2013 |
| Argentinos Juniors      | 2        | 1985, 1986 |
| Rosario                 | 2        | 1975, 2001 |
| Huracán                 | 1        | 1974 |
| Lanús                   | 1        | 2017 |
| América de Cali         | 10       | 1980, 1983, 1985, 1986, 1987, 1988, 1992, 1993, 1996, 2003                                                             |
| Atlético Nacional       | 5        | 1989, 1990, 1991, 1995, 2016                                                                                           |
| Deportivo Cali          | 4        | 1977, 1978, 1981, 1999                                                                                                 |
| Millonarios             | 3        | 1960, 1973, 1974 |
| Santa Fe                | 2        | 1961, 2013 |
| Medellín                | 1        | 2003 |
| Once Caldas             | 1        | 2004 |
| Deportes Tolima         | 1        | 1982 |
| Atlético Junior         | 1        | 1994 |
| Cúcuta Deportivo        | 1        | 2007 |
| Palmeiras               | 11       | 1961, 1968, 1971, 1999, 2000, 2001, 2018, 2020, 2021, 2022, 2023                                                       |
| São Paulo               | 10       | 1972, 1974, 1992, 1993, 1994, 2004, 2005, 2006, 2010, 2016                                                             |
| Grêmio                  | 10       | 1983, 1984, 1995, 1996, 2002, 2007, 2009, 2017, 2018, 2019                                                             |
| Santos                  | 9        | 1962, 1963, 1964, 1965, 2003, 2007, 2011, 2012, 2020                                                                   |
| Internacional           | 7        | 1977, 1980, 1989, 2006, 2010, 2015, 2023                                                                               |
| Cruzeiro                | 6        | 1967, 1975, 1976, 1977, 1997, 2009                                                                                     |
| Flamengo                | 6        | 1981, 1982, 1984, 2019, 2021, 2022                                                                                     |
| Atlético Mineiro        | 3        | 1978, 2013, 2021 |
| Botafogo                | 2        | 1963, 1973 |
| Corinthians             | 2        | 2000, 2012 |
| Atlético Paranaense     | 2        | 2005, 2022 |
| Fluminense              | 2        | 2008, 2023 |
| São Caetano             | 1        | 2002 |
| Guarani                 | 1        | 1979 |
| Vasco da Gama           | 1        | 1998 |
| Barcelona               | 9        | 1971, 1972, 1986, 1987, 1990, 1992, 1998, 2017, 2021                                                                   |
| LDU Quito               | 3        | 1975, 1976, 2008 |
| Emelec                  | 1        | 1995 |
| El Nacional             | 1        | 1985 |
| Independiente del Valle | 1        | 2016 |
| Universidad Católica    | 5        | 1962, 1966, 1969, 1984, 1993                                                                                           |
| Colo-Colo               | 5        | 1964, 1967, 1973, 1991, 1997                                                                                           |
| Universidad de Chile    | 4        | 1970, 1996, 2010, 2012                                                                                                 |
| Cobreloa                | 3        | 1981, 1982, 1987 |
| Unión Española          | 2        | 1971, 1975 |
| Palestino               | 1        | 1979 |
| O'Higgins               | 1        | 1980 |
| Universitario           | 4        | 1967, 1971, 1972, 1975                                                                                                 |
| Alianza Lima            | 2        | 1976, 1978 |
| Sporting Cristal        | 1        | 1997 |
| Defensor Lima           | 1        | 1974 |
| Club América            | 3        | 2000, 2002, 2008 |
| Guadalajara             | 3        | 2005, 2006, 2010 |
| Cruz Azul               | 1        | 2001 |
| Tigres                  | 1        | 2015 |
| Club Bolívar            | 2        | 1986, 2014 |
| Jorge Wilstermann       | 1        | 1981 |
| Club Blooming           | 1        | 1985 |
| Portuguesa FC           | 1        | 1977 |
| San Cristóbal           | 1        | 1983 |
| Universidad Los Andes   | 1        | 1984 |

| Anii scris Boldat | = | Echipa a jucat finala în acel sezon. |

### Consecutiv
Tabel cu echipele care au jucat consecutiv trei sau mai multe semifinale în Copa Libertadores.
| Națiune   | Club Sportiv      | Consecutiv                          | Total |
| --------- | ----------------- | ----------------------------------- | ----- |
| Uruguay   | Peñarol           | 1965, 1966, 1967, 1968, 1969, 1970  | 6     |
| Argentina | Independiente     | 1972, 1973, 1974, 1975, 1976        | 5     |
| Brazilia  | Santos            | 1962, 1963, 1964, 1965              | 4     |
| Argentina | Estudiantes       | 1968, 1969, 1970, 1971              | 4     |
| Columbia  | América de Cali   | 1985, 1986, 1987, 1988              | 4     |
| Argentina | River Plate       | 2017, 2018, 2019, 2020              | 4     |
| Argentina | Boca Juniors      | 1977, 1978, 1979 – 2018, 2019, 2020 | 3     |
| Brazilia  | São Paulo         | 1992, 1993, 1994 – 2004, 2005, 2006 | 3     |
| Brazilia  | Palmeiras         | 1999, 2000, 2001 – 2020, 2021, 2022 | 3     |
| Brazilia  | Cruzeiro          | 1975, 1976, 1977                    | 3     |
| Paraguay  | Club Olimpia      | 1989, 1990, 1991                    | 3     |
| Columbia  | Atlético Nacional | 1989, 1990, 1991                    | 3     |
| Brazilia  | Grêmio            | 2017, 2018, 2019                    | 3     |